# 石井镇 (新安县)
石井镇，是中华人民共和国河南省洛陽市新安县下辖的一个乡镇级行政单位。

## 行政区划
石井镇下辖以下地区：
石井村、莲花村、潭上村、前口村、山头村、南腰村、印头村、庙上村、井沟村、元古洞村、太平庄村、黑扒村、胡庄村、沙沃村、杨家庄村、龙潭沟村、寺坡山村、五顷村、拴马村、介庄村、庄头村、安里村、郭洼村、西岭村、岱眉村、南沟村、东山底村、王家沟村和峪里村。

## 中国传统村落
2013年8月，寺坡山村被评为第二批中国传统村落。